# Oasi della Bora
L'Oasi della Bóra è un'oasi WWF situata nel comune di Povegliano Veronese. Ampia circa 16500 m² lunga poco più di 300 m e larga, nel punto massimo, 50 m, è delimitata dal fiume Tione dei Monti, dal fiume Tartaro, e dalla Fossa Bóra che qui trae origine da tre piccole risorgive. La Fossa Bóra, lunga circa 4 km, si congiunge successivamente con una serie di altri canali e contribuisce all'irrigazione di campi e risaie di Nogarole Rocca e di Trevenzuolo.

## L'ambiente di Risorgiva
Nella pianura veronese si trovano 145 risorgive, la cui origine è legata alle caratteristiche del sottosuolo. L'alta pianura veronese, composta principalmente da materiale alluvionale (sassi e ghiaie), è infatti molto permeabile e in queste zone si formano in profondità falde freatiche che ricevono acqua prevalentemente dalla val d'Adige, dalle precipitazioni e dai monti Lessini. 
Quando l'alta pianura degrada nella media Pianura veronese, le falde freatiche sottostanti incontrano un territorio posto più in basso e le acque tendono ad emergere naturalmente (risorgive) o con l'intervento dell'uomo (fontanili) formando corsi d'acqua, chiamati rispettivamente fiumi o fosse.
Le zone interessate ai fenomeni di risorgiva nel Veronese sono Montorio, a nord dell'Adige, e una fascia che si estende a sud dell'Adige individuata da una linea irregolare che da Mozzecane, passa a nord di Povegliano Veronese e arriva in località Pozzo di San Giovanni Lupatoto. Alcune di queste risorgive sono inserite nell'area SIC (Sito di Importanza Comunitaria) denominata “Fontanili di Povegliano”.

## Storia
Le risorgive attuali presenti nell'Oasi della Bóra sono tutte artificiali e la loro escavazione è avvenuta tra la fine del XVI secolo e l'inizio del XVIII secolo per poter irrigare terreni altrimenti aridi, per la realizzazione delle risaie e per bonificare il territorio altrimenti paludoso.
Spesso le fosse hanno preso il loro nome dalle famiglie di proprietari terrieri che le fecero realizzare. 
Già a metà del Quattrocento si hanno notizie del “Mulino della Bóra” mentre le prime evidenze nelle mappe della fossa Bóra, risalgono alla metà del Settecento, quando era chiamata “fontana della comunità”. 
La quantità d'acqua ottenuta con gli scavi delle fosse doveva essere quella strettamente necessaria per la quantità di campi da irrigare ed a tale scopo veniva determinato, con un manufatto, il livello inferiore di scavo. Assume pertanto rilevanza storica la presenza all'interno della fossa Bóra del “livel” ovvero del manufatto di pietra e mattoni che determina la sezione inferiore di scavo della risorgiva.

## Riqualificazione dell'area
L'Oasi della Bóra, è stato un terreno coltivato a cereali fino al 1991; perfino le rive dei fossi erano state private di qualsiasi tipo di vegetazione spontanea.
Dal gennaio 1992, a seguito di una convenzione con l'Ente Pubblico che ne è il proprietario (il Consorzio di Depurazione delle acque di Villafranca e Povegliano), il WWF ha attuato un lavoro di piantumazione per farne un'area verde fruibile dalla cittadinanza. Nella scelta delle piante si è privilegiata la vegetazione che cresceva nel Medioevo per ricreare un ambiente simile a come doveva essere la pianura veronese prima dello sfruttamento agricolo. Nei primi anni, tra il 1992 ed il 1997, sono state messe a dimora oltre 500 piante tra alberi, arbusti e rampicanti appartenenti a 41 specie diverse. Le piante vengono lasciate crescere in modo spontaneo e anche gli eventuali parassiti vengono tollerati. A causa delle servitù (metanodotto e condotte del depuratore) che gravano sull'area una buona parte della superficie è tenuta a prato. Di fatto questo aumenta la biodiversità in quanto le radure possono ospitare specie erbacee diverse da quelle che crescono nel sottobosco.

## Flora
Nell'Oasi si possono osservare gli alberi e gli arbusti che popolavano l'antica foresta della pianura veronese come la farnia (Quercus robur) l'olmo (Ulmus minor), il frassino (Fraxinus excelsior), l'ontano (Alnus), il ciavardello (Sorbus torminalis), il tiglio selvatico (Tilia cordata), la fusaggine (Euomymus europaeus), il prugnolo (Prunus spinosa), il nocciolo (Corylus avellana), il viburno (Viburnum), il biancospino (Crataegus monogyna). Da qualche anno si sta cercando di reintrodurre i fiori del sottobosco come la pervinca (Vinca) e gli anemoni (Anemone).

## Fauna
All'interno dell'Oasi trovano rifugio numerosi animali selvatici. Con un po' di pazienza e fortuna, è possibile scorgere il martin pescatore (Alcedo atthis), la gallinella d'acqua (Gallinula chloropus), il codibugnolo (Aegithalos caudatus) e la cinciarella (Cyanistes caeruleus). È facile sentire il canto dell'usignolo di fiume (Cettia cetti), della capinera (Sylvia atricapilla), del fringuello (Fringilla coelebs) e di altri piccoli uccelli. Tra questi la ballerina bianca (Motacilla alba), la cutrettola (Motacilla flava), il luì piccolo (Phylloscopus collybita), la gazza (Pica pica), il beccaccino (Gallinago gallinago), l'averla piccola (Lanius collurio), il rigogolo (Oriolus oriolus). Sono sempre più frequenti le presenze di rapaci diurni e notturni come il gheppio (Falco tinnunculus).
Dal 2009 è stata rilevata all'interno dell'Oasi della Bora la presenza e la nidificazione dello sparviere (Accipiter nisus), un rapace diurno che vive e nidifica nei boschi di pianura e si nutre di piccoli uccelli e mammiferi. Un'altra interessante presenza presso l'Oasi è quella del Picchio Rosso Maggiore (Dendrocopus major) del quale si possono osservare i numerosi fori praticati nei tronchi degli alberi alla ricerca di cibo e di siti per la nidificazione.
L'acqua di risorgiva è povera di sostanze nutritive e le erbe vengono regolarmente sfalciate, quindi possono viverci pochi pesci e, in genere, di piccola taglia. Le risorgive sono popolate da cavedani (Squalius cephalus), piccoli lucci (Esox lucius), spinarelli (Gasterosteus aculeatus) e “magnaroni” (Cottus gobio).
Nell'Oasi sono presenti tritone crestato (Triturus cristatus), rospo verde (Bufo virdis) e raganella (Hyla arborea). I rettili sono rappresentati da lucertole (Lacertilia), ramarri (Lacerta viridis), biscia dal collare (Natrix natrix), biscia tassellata (Natrix tessellata).
Dei piccoli mammiferi, toporagni (Soricidae), talpe (Talpa europaea) e arvicole (Arvicolinae), è possibile scorgere le tracce. Più raro è invece osservare volpi (Vulpes Vulpes), donnole (Mustela nivalis) e lepri (Lepus europaeus) che regolarmente frequentano il posto. Ospite stabile è invece diventata la nutria (Myocastor coypus).

## L'impegno del WWF
Gli obiettivi prefissati dal WWF sono sia conservativi che didattici. L'associazione intende infatti, attraverso la rinaturalizzazione dell'area, creare un habitat per piante ed animali e promuovere e far conoscere l'ambiente e la natura del territorio.
Allo scopo di valorizzare l'Oasi e di accogliere i visitatori, specialmente le scolaresche, sono state realizzate alcune strutture didattiche: tabelle degli animali che frequentano e che, in alcuni casi, vivono nell'Oasi e installazioni particolari come la casa del riccio, l'hotel degli insetti e il giardino delle orchidee. Numerosi sono i nidi artificiali che si possono osservare e che vengono periodicamente utilizzati da varie specie di uccelli. È prevista la realizzazione di un orto botanico delle erbe spontanee presenti all'interno dell'Oasi.